# Walter Veltroni
Walter Veltroni, né le 3 juillet 1955 à Rome, est un homme politique, journaliste et réalisateur italien, membre du Parti démocrate.
Vice-président du Conseil et ministre des Biens et Activités culturels dans le gouvernement de Romano Prodi de 1996 à 1998, il est élu maire de Rome en 2001, puis réélu en 2006.
En 2007, il est élu secrétaire du nouveau Parti démocrate, formation progressiste de centre-gauche, dont il mène la campagne pour les élections législatives de 2008, mais voit son mouvement passer dans l'opposition, du fait de la victoire de la droite dirigée par Silvio Berlusconi.

## Biographie

### Une ascension progressive
Walter Veltroni est le dernier fils du journaliste Vittorio Veltroni, mort d'une leucémie en 1956, un peu plus d'un an après sa naissance, et d'Ivanka Kotnik, fille du diplomate yougoslave Ciril Kotnik.
En 1973, il sort diplômé de l'Institut d'État pour le cinéma et la télévision, puis, trois ans plus tard, est élu conseiller municipal de Rome sur la liste du Parti communiste italien (PCI), fonction qu'il occupe jusqu'en 1981. Il est élu député pour la première fois en 1987, puis entre l'année suivante au comité central du PCI. En 1991, Il approuve le « tournant de Bologne », qui conduit à la dissolution du parti, puis à la fondation du Parti démocrate de la gauche (PDS).

### Au sein du gouvernement
Il est vice-président du Conseil et ministre des Biens culturels dans le gouvernement Romano Prodi I du 17 mai 1996 au 21 octobre 1998. De 1998 à 2001, il est le secrétaire général des Démocrates de gauche.
Le 13 juin 1999, il est élu député au Parlement européen, où il devient membre de la Commission de la culture, de la jeunesse, de l'éducation, des médias et des sports. Il devient également président de l'Intergroupe « Cinéma, Politique audiovisuelle et Propriété intellectuelle ».

### Maire de Rome
Élu maire de Rome en 2001 avec 53 % des suffrages, il est réélu en 2006 avec 61,45 %.
Personnalité consensuelle et très douée pour la médiation, il entretient d'excellentes relations avec la presse, ainsi qu'avec les pouvoirs économiques de la capitale italienne. Sous sa direction, le concept de la Nuit Blanche, imaginé à Paris par son maire Bertrand Delanoë, est adapté à Rome, cependant qu'une fête du cinéma, qui concurrence le Festival de Venise, est organisée en octobre 2006.

### Secrétaire du Parti démocrate
Le 23 mai 2007, il est un des 45 membres fondateurs du Comité national pour le Parti démocrate qui réunit les représentants des composantes du futur Parti démocrate. En juin 2007, il rend publique sa candidature au poste de patron du nouveau Parti Démocrate (PD), né de la fusion de la coalition de centre / centre gauche La Marguerite, devenue parti politique, avec les composants majoritaires des Démocrates de gauche (DS), lors des primaires d'octobre.
À la suite de ces élections primaires, auxquelles ont participé près de trois millions d'Italiens, Veltroni est élu Secrétaire général du Parti démocrate avec plus de 75 % des voix.
Il oriente le Parti démocrate vers une ligne sociale-libérale et fonde sa stratégie sur la rupture avec les partis issus de la gauche antilibérale.
Après la chute du gouvernement Prodi en janvier 2008, il démissionne de la mairie de Rome pour se porter candidat aux élections législatives anticipées des 13 et 14 avril 2008. Il est alors le chef de file du centre-gauche, candidat au poste de premier ministre en cas de victoire. Il rencontre le dirigeant de la Confindustria (organisation représentative du patronat italien), Luca Montezemolo, qu’il appelle affectueusement « Luca ». Ce dernier l’assure que « le programme du PD (…) intéresse beaucoup [la Cofindustria] ».
Après son échec cuisant aux élections législatives, il subit en outre l'élection à la mairie de Rome les 27 et 28 avril 2008 du candidat de centre-droit Gianni Alemanno, qui fut son adversaire aux élections de 2006. Contre toute attente, avec 53,65 % des suffrages, ce dernier, jadis l'un des « jeunes loups » de l'ancien MSI (le parti néofasciste), parvient en effet à battre le candidat du centre-gauche, l'ancien maire Francesco Rutelli. Dès son installation, la nouvelle équipe municipale devra faire face à des difficultés financières très lourdes, en partie dues à la gestion jugée trop dépensière de Veltroni.
Depuis lors, son étoile a un peu pâli. Une enquête judiciaire sur sa politique de l'urbanisme à Rome a remis en question sa gestion, tandis que les attaques de la part de ses opposants à l'intérieur du PD, notamment de l'aile qui se réclame de Massimo D'Alema, se sont faites plus virulentes.
Le 17 février 2009, à la suite de la défaite de Renato Soru, candidat sortant de centre-gauche, aux élections régionales anticipées de Sardaigne, Walter Veltroni annonce qu'il démissionne de ses fonctions de dirigeant du Parti démocrate.

### Depuis 2013
À partir de février 2010, il dirige la fondation Democratica, dont il devient le premier président. Des hommes politiques proches de Veltroni, Enrico Morando, Salvatore Vassallo (it), Marco Minniti, Giorgio Tonini (en), Walter Verini (en), Andrea Martella (en) et Roberto Morassut (en) ont pris part aux activités de cette fondation, à propos de laquelle l'ancien maire de Rome répète qu'elle n'est pas un courant du Parti démocrate.
Le 14 octobre 2012, lors d'une interview dans l'émission télévisée Che tempo che fa, il annonce qu'il ne sera pas candidat aux élections italiennes de 2013. 
En juin 2015, à la suite de la réouverture du journal L'Unità, qu'il avait dirigé par le passé, Veltroni collabore de nouveau à sa rédaction en signant la chronique dominicale intitulée La domenica di Walter Veltroni (Le dimanche de Walter Veltroni).

## Vie personnelle
Il est marié avec Flavia et a deux filles, Martina et Vittoria.

## Image publique
Le 27 septembre 2014, à Venise, Veltroni célèbre le mariage de George Clooney et d'Amal Alamuddin. Le mariage est largement rapporté dans les médias.

## Distinctions
- 2005 : chevalier grand-croix de l'ordre du Mérite de la République italienne
- 2000 :  Officier de la Légion d'honneur par le gouvernement français
- Grand officier de l'ordre de l'Infant Dom Henri

## Filmographie
- 2014 : Quand il y avait Berlinguer, documentaire en hommage à Enrico Berlinguer, ancien secrétaire du PCI.